# 1984年冬季残疾人奥林匹克运动会美国代表团
1984年冬季残疾人奥林匹克运动会美国代表团是美国派出的1984年冬季残疾人奥林匹克运动会代表团。获得7枚金牌、14枚银牌和14枚铜牌。